# Anolis wattsi
Espèce
Synonymes
- Ctenonotus wattsi (Boulenger, 1894)
- Anolis alter Williams, 1962

Anolis wattsi est une espèce de sauriens de la famille des Dactyloidae.

## Répartition
Cette espèce est originellement endémique d'Antigua à Antigua-et-Barbuda.
Elle a été introduite à Sainte-Lucie et à la Trinité.

## Description
Les mâles mesurent jusqu'à 58 mm et les femelles jusqu'à 46 mm.

## Taxinomie
Les sous-espèces Anolis wattsi forresti, Anolis wattsi pogus et Anolis wattsi schwartzi ont été élevées au rang d'espèce.

## Étymologie
Cette espèce est nommée en l'honneur de Francis Watts.

## Publication originale
- Boulenger, 1894 : Description of a new Anolis from Antigua, West Indies. Annals and Magazine of Natural History, ser. 6, vol. 14, p. 375-376 (texte intégral).